# Zoé (lune)
Pour les articles homonymes, voir Zoé.
Zoé, officiellement (58534) Logos I Zoé est un objet de la ceinture de Kuiper, satellite de (58534) Logos, un cubewano.

## Découverte
Ce satellite fut découvert le 17 novembre 2001  par le télescope spatial Hubble. Les observations furent réalisées par K. S. Noll, D. C. Stephens, W. M. Grundy, J. Spencer, R. L. Millis, M. W. Buie, D. Cruikshank, S. C. Tegler et W. Romanishin et annoncées le 11 février 2002.

## Caractéristiques
Zoé orbite à 8 217 kilomètres de Logos avec une excentricité de 0,5463 en 309,87 jours.
Zoé a un diamètre de 66 kilomètres.

## Nom
Son nom est issu de la tradition gnostique,.